# Lipochromis sp. nov. 'small obesoid
Lipochromis sp. nov. 'small obesoid је зракоперка из реда Perciformes и фамилије Cichlidae. 

## Угроженост
Ова врста је крајње угрожена и у великој опасности од изумирања.

## Распрострањење
Уганда је једино познато природно станиште врсте.

## Станиште
Станиште врсте су слатководна подручја.